# Amendoeira-da-praia
A amendoeira-da-praia (Terminalia catappa L.; Combretaceae), também chamada amêndoa, amendoeira, castanheira, anoz, árvore-de-anoz, castanholeira, coração-de-nêgo, castanhola, sete-copas, cinco-copas, sete-copas brasileira, chapéu-de-sol, guarda-sol, amendoeira-da-índia, cuca, catapa, terminália, coração-de-negro (no Recife), figueira-da-índia (em Angola) e caroceiro (em São Tomé e Príncipe) é uma árvore de grandes dimensões que pode atingir 35 metros de altura. É típica de regiões tropicais. Especula-se que sua origem esteja na Índia e na Nova Guiné. 

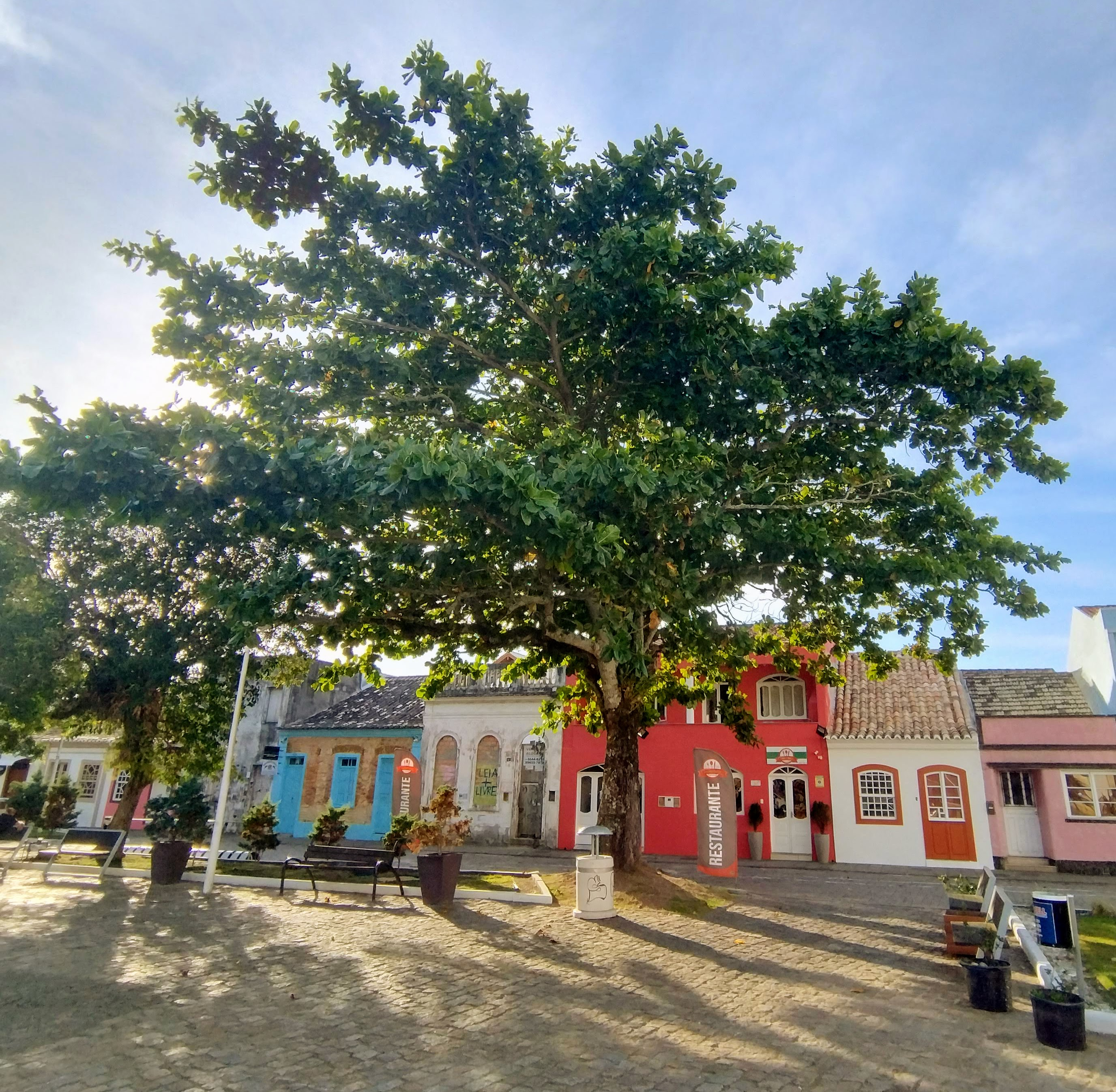
Amendoeira-da-Praia no centro histórico de Laguna, Santa Catarina

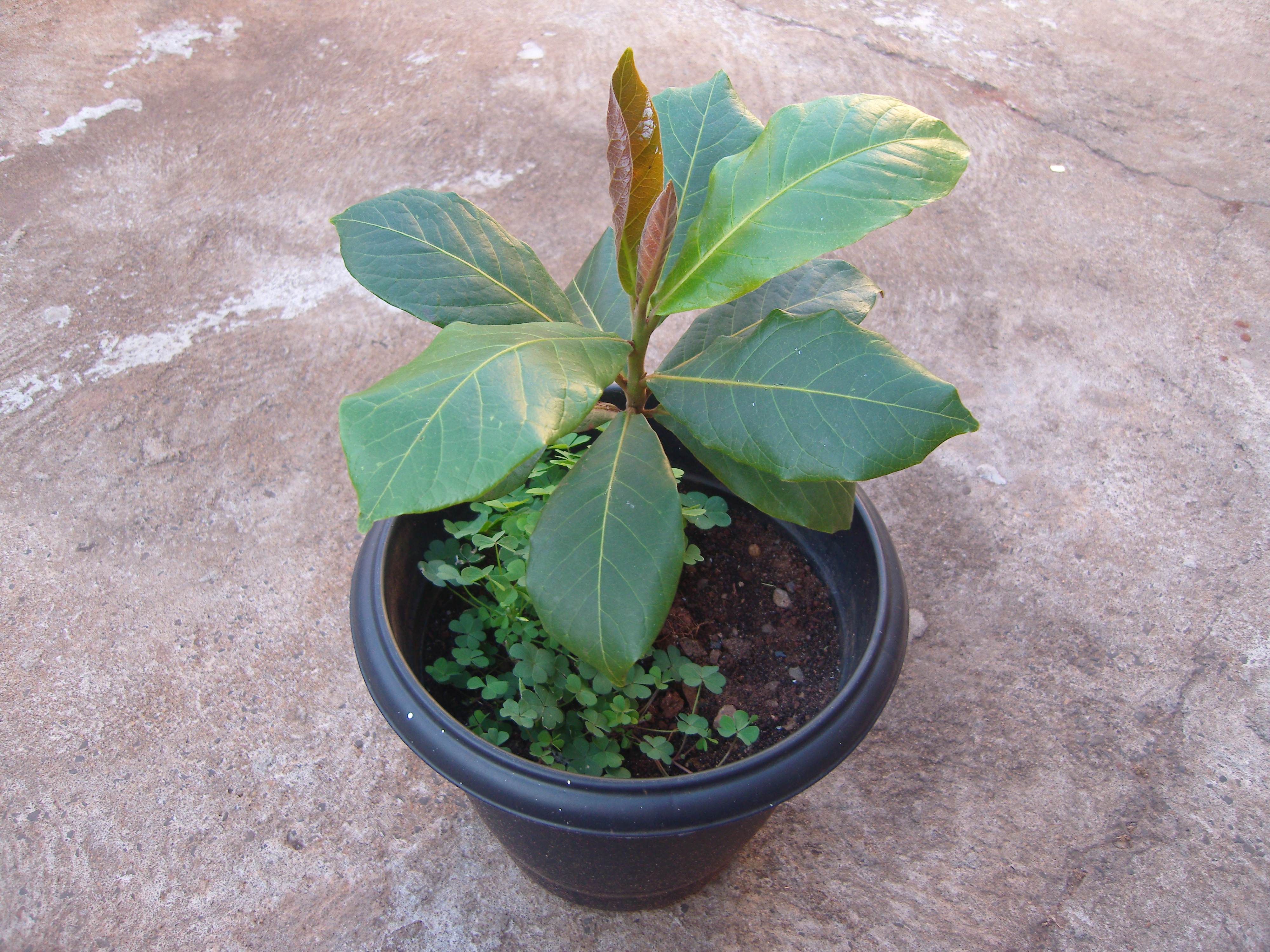
Amendoeira-da-praia em um vaso

É muito comum por todo o Brasil, especialmente na Região Sudeste, pois gosta do calor para se desenvolver. Também é extremamente comum em regiões praianas. Em Santos, no estado de São Paulo, seu fruto é conhecido como cuca. No estado do Espírito Santo, os frutos são chamados de castanhas e a árvore é conhecida como castanheira, ou popularmente, sete-copas. É bastante comum em Recife, onde é conhecida como coração-de-negro, vulgo coração-de-nêgo, o que tende a causar confusão com a árvore Poecilanthe parviflora, que também é conhecida como coração-de-negro no resto do Brasil. No centro-oeste é conhecida como chapéu-de-sol.
Tem a copa bastante larga, fornecendo bastante sombra. Possui folhas caducas.
É cultivada como árvore ornamental. Os seus frutos comestíveis, embora um pouco ácidos, são muito apreciados pelos morcegos. A sua madeira é vermelha, sólida e resistente à água, tendo sido utilizada para fazer canoas na antiga Polinésia.

## Etimologia
"Amêndoa" e "amendoeira" se originaram do grego amygdále, através do latim amygdala." Amendoeira-da-praia" é uma referência à sua predileção por ambientes à beira-mar. "Castanhola" se originou do castelhano castañuelas, numa referência à semelhança do fruto com o instrumento típico espanhol. "Terminália" veio do latim terminale, "terminal". "Chapéu-de-sol" e "guarda-sol" são referências à sombra generosa que produz. "Castanha" se originou do grego kástanon, através do latim nux castanea, "noz de castanheiro".

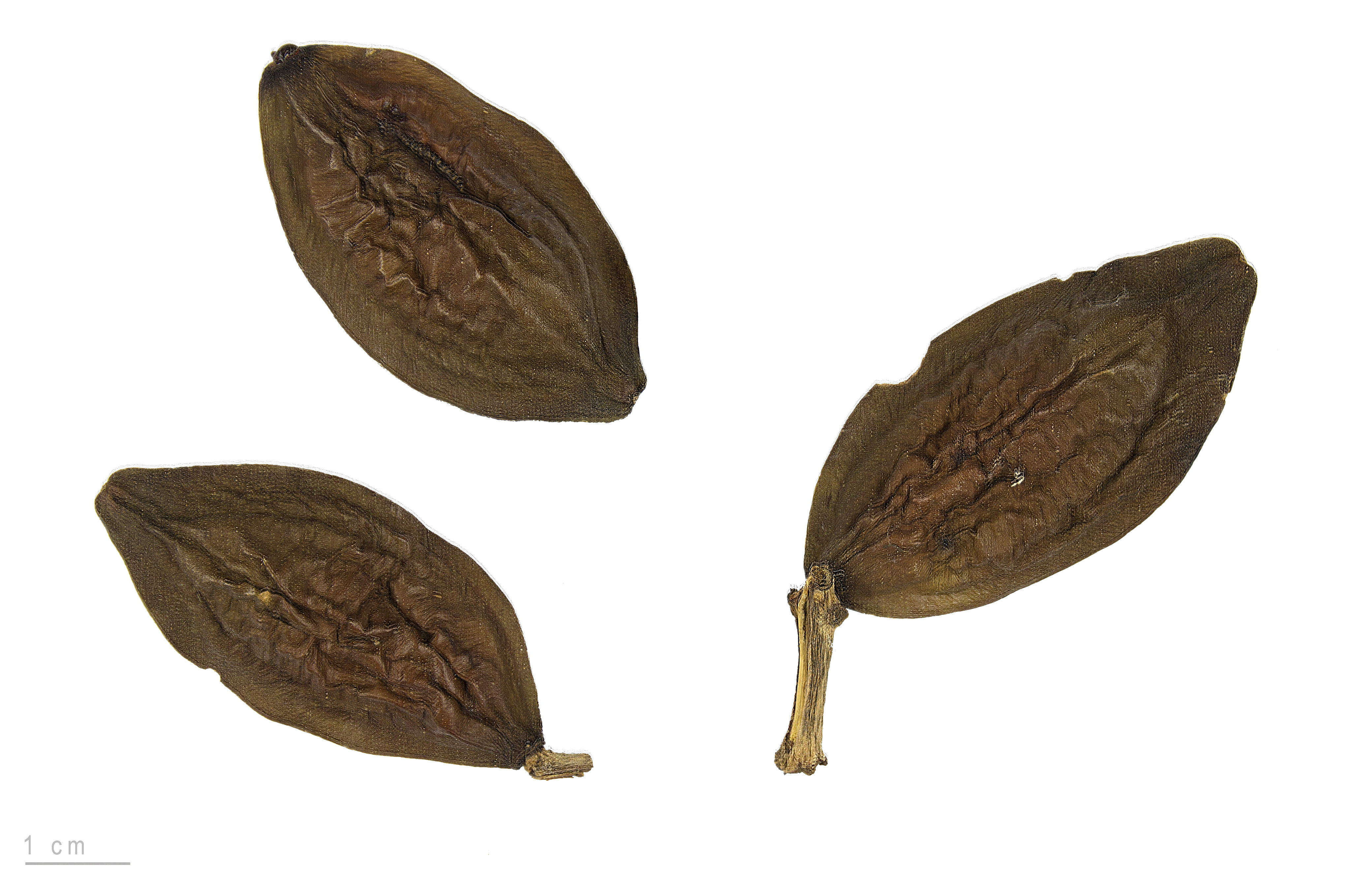
Terminalia catappa - MHNT

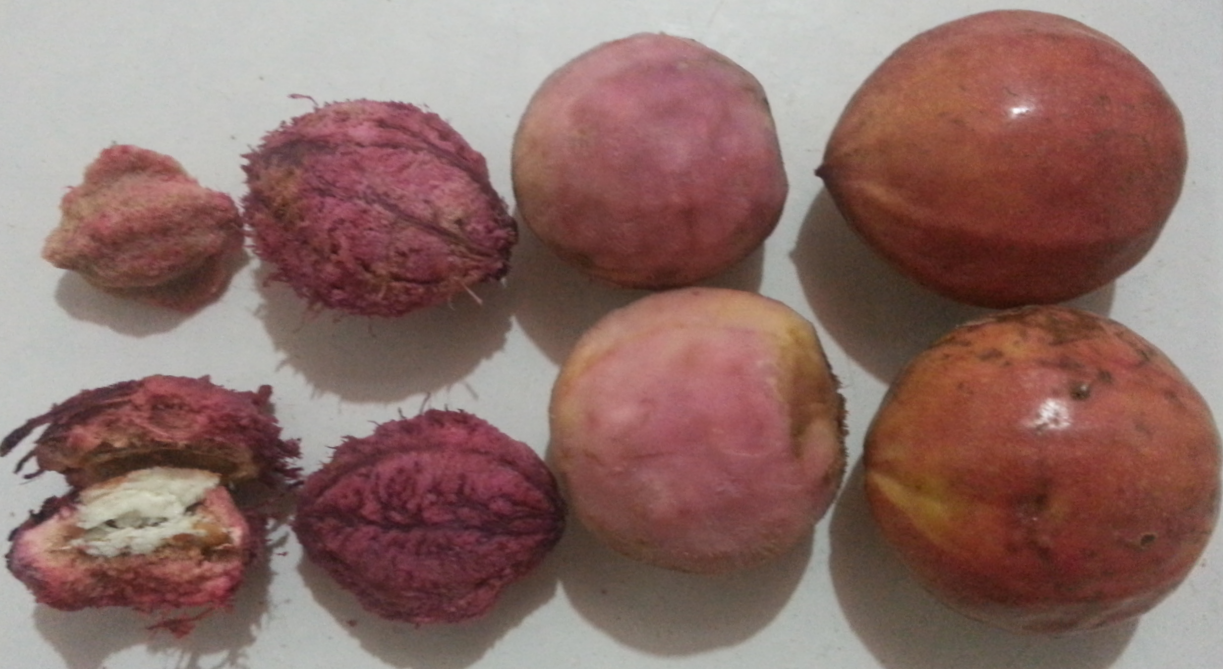
Frutos de amendoeira-da-praia

## Cultivo e usos
Terminalia catappa é amplamente cultivada em regiões tropicais do mundo como uma árvore ornamental devido ao sombreamento fornecidas por sua densa folhagem. O fruto é comestível, com um sabor ligeiramente amargo. A madeira é vermelha, sólida e muito resistente à água utilizada na Polinésia para fazer canoas. As folhas contêm vários flavonóides (como kamferol ou quercetina), vários taninos (como punicalina, punicalagin ou tercatina), saponinas e fitoesteróis. Devido à sua grande quantidade de ingredientes activos, as folhas (e mesmo a casca) são usados em vários medicamentos tradicionais para diversos fins. Por exemplo, em Taiwan as folhas destacadas da árvore são usados como uma erva para o tratamento de doenças do fígado.
No Suriname o chá das folhas é receitado contra disenteria e diarréia. Foi alegado que as folhas contêm agentes para a prevenção do câncer, embora não tenha sido demonstrado, e antioxidantes, além anticlastogénico. Ele é usado por criadores de peixes ornamentais, principalmente peixes betas, peixes registros, peixe e killifish, mas pode ser usado em qualquer espécie, é conhecida por suas propriedades medicinais em peixes e ajudar em seus criadores por séculos, na reprodução peixes no Taiwan ao usar as folhas secas da planta, colocando-as no aquário ou no filtro.